# Takuji Yonemoto
Takuji Yonemoto (jap. 米本拓司 Yonemoto Takuji; ur. 3 grudnia 1990 w Itami) – japoński piłkarz grający na pozycji pomocnika w F.C. Tokyo.

## Lata młodości
Piłkę nożną zaczął uprawiać pod wpływem brata w pierwszej klasie szkoły podstawowej. W 2006 jako zawodnik Itami High School wziął udział w krajowym festiwalu sportu. Na imprezie tej wywarł pozytywne wrażenie na selekcjonerze reprezentacji Japonii do lat 16, który postanowił go powołać, mimo że na turniej wybrał się, by obserwować innego zawodnika.

## Kariera klubowa
W 2008 został zaproszony na testy do Vissel Kobe. W październiku 2008 był testowany w F.C. Tokyo, a miesiąc później podpisał z tym klubem kontrakt. W 2013 został mianowany wicekapitanem drużyny.

## Kariera reprezentacyjna
W barwach reprezentacji U-17 rozegrał dwa mecze na mistrzostwach świata U-17 w 2007. W seniorskiej kadrze zadebiutował 6 stycznia 2010 w meczu eliminacji do Pucharu Azji 2011 z Jemenem. Był to, jak do tej pory, jego jedyny mecz w reprezentacji.